# Ясса (блюдо)
Ясса (фр. yassa) — острое блюдо, приготовленное из лука и маринованной птицы или рыбы. Ясса родом из Сенегала и стала популярной во всей Западной Африке. Название блюда происходит от традиционного сенегальского маринада ясса, в котором перед приготовлением вымачивается рыба или курица. Его готовят из лайма или лимона, а также лука, уксуса, растительного масла, чёрного перца и соли.
Куриная ясса (известная как yassa au poulet), приготовленная с луком, лимоном или горчицей, является фирменным блюдом региона Казаманс на юге Сенегала. Другие виды мяса, используемые для яссы, это баранина и рыба.